# Roger Young
Roger Young (* 13. Mai 1942 in Champaign, Illinois) ist ein US-amerikanischer Regisseur und Drehbuchautor.

## Leben und Wirken
Seine Karriere im Filmgeschäft begann Roger Young als Regisseur für Fernsehserien Ende der 1970er Jahre. 1980 inszenierte er zwei Episoden der Serie Magnum, ein Jahr später drehte er mit Bitter Harvest seinen ersten Fernsehfilm, eine Rolle übernahm Ron Howard. Der Film war für vier Emmys nominiert, unter anderem Young für die Beste Regie. Es folgten zahlreiche weitere TV-Produktionen. Von 1978 bis 1982 war er als Regisseur für insgesamt 14 Episoden der Serie Lou Grant verantwortlich, 1980 wurde er hierfür mit einem Emmy ausgezeichnet. Außerdem war er als associate producer an der Serie beteiligt. Einer seiner bekanntesten Film ist die Romanverfilmung Agent ohne Namen. Dieser Film basiert auf dem Buch Die Bourne Identität des Autors Robert Ludlum. Sein Debüt als Drehbuchautor gab Young 1991 mit dem Film Der Drogen-Cop, den er auch selbst als Regisseur inszenierte.
Ab Mitte der 1990er Jahre war als Regisseur an einigen Bibelverfilmungen beteiligt, 1995 drehte er mit Die Bibel – Josef seinen ersten Beitrag zu diesem Großprojekt, das 1994 mit dem Film Die Bibel – Genesis begann. In dieser Zeit betätigte er sich auch erneut als Drehbuchautor. 2007 drehte er eine Episode der Serie Rom, im gleichen Jahr war er auch einmalig als Regisseur für die Serie The Closer tätig. 2009 führt er bei zwei Episoden der Serie Law & Order Regie. Es folgten weitere Arbeiten für das Fernsehen, zuletzt 2014 die Miniserie The Red Tent.

## Filmografie (Auswahl)
Als Regisseur
- 1978–1982: Lou Grant (Fernsehserie, 14 Episoden)
- 1980: Unter der Sonne Kaliforniens (Knots Landing, Fernsehserie, 3 Episoden)
- 1980: Magnum (Fernsehserie, 2 Episoden)
- 1981: Bitter Harvest (Fernsehfilm)
- 1982: An Innocent Love (Fernsehfilm)
- 1982: Dreams Don’t Die (Fernsehfilm)
- 1982: Two of a Kind (Fernsehfilm)
- 1983: Hardcastle & McCormick (Fernsehserie, 2 Episoden)
- 1984: Legmen (Fernsehserie, Episode 1x01)
- 1984: Lassiter
- 1985: Gulag (Fernsehfilm)
- 1985: Eye to Eye (Fernsehserie, Episode 1x01)
- 1985: Die Qual der Ungewißheit (Into Thin Air, Fernsehfilm)
- 1986: Goodbye America (Under Siege, Fernsehfilm)
- 1987: Flashpoint Mexico (Love Among Thieves, Fernsehfilm)
- 1987: Das Doppelspiel (The Squeeze)
- 1988: Agent ohne Namen (The Bourne Identity, Fernsehfilm)
- 1990: Mord in Mississippi (Murder in Mississippi, Fernsehfilm)
- 1990: Sex Trap – Die Sexfalle (Love and Lies, Fernsehfilm)
- 1991: In der Gewalt der anderen (Held Hostage: The Sis and Jerry Levin Story, Fernsehfilm)
- 1991: Der Drogen-Cop (Doublecrossed, Fernsehfilm)
- 1991: Opfer der Schönheit (Nightmare in Columbia County, Fernsehfilm)
- 1992: Juwelen des Schicksals (Jewels, Miniserie, 2 Episoden)
- 1993: Flammen des Krieges (For Love and Glory, Fernsehfilm)
- 1993: Die Blutrache des Geronimo (Geronimo, Fernsehfilm)
- 1993: SOS über dem Pazifik (Mercy Mission: The Rescue of Flight 771, Fernsehfilm)
- 1994: Allein gegen die Unterwelt (Getting Gotti, Fernsehfilm)
- 1995: Die Bibel – Josef (Joseph, Fernsehfilm)
- 1996: Die Bibel – Moses (Moses, Fernsehfilm)
- 1996: Die Belagerung von Ruby Ridge (The Siege at Ruby Ridge, Fernsehfilm)
- 1997: Schwestern und weitere Unbekannte (Final Descent, Fernsehfilm)
- 1997: Herz voller Tränen (Heart Full of Rain, Fernsehfilm)
- 1997: Die Bibel – Salomon (Solomon, Fernsehfilm)
- 1998: Kiss the Sky
- 1998: Ein Ritter in Camelot (A Knight in Camelot, Fernsehfilm)
- 1999: Zauber einer Winternacht (One Special Night, Fernsehfilm)
- 1999: Die Bibel – Jesus (Jesus, Fernsehfilm)
- 2000: The Thin Blue Lie (Fernsehfilm)
- 2000: Die Bibel – Paulus (San Paolo, Fernsehfilm)
- 2002: Dracula (Fernsehfilm)
- 2003: Mein Vater, der Kaiser (Imperium: Augustus, Fernsehfilm)
- 2004: (K)Ein fast perfekter Mord (The Perfect Husband: The Laci Peterson Story, Fernsehfilm)
- 2005: Herkules (Hercules, Miniserie, 2 Episoden)
- 2007: Rom (Fernsehserie, Episode 2x06)
- 2007: The Closer (Fernsehserie, Episode 3x12)
- 2009: Law & Order (Fernsehserie, 2 Episoden)
- 2010–2011: Law & Order: LA (Fernsehserie, 2 Episoden)
- 2012: Barabbas (Fernsehfilm)
- 2014: The Red Tent (Miniserie, 2 Episoden)

Als Drehbuchautor
- 1991: Der Drogen-Cop (Doublecrossed, Fernsehfilm)
- 1994: Die Ärztin und der Mörder (Mortal Fear, Fernsehfilm)
- 1995: Der Killervirus – In deinen Adern fließt der Tod (Virus, Fernsehfilm)
- 1997: Aircrash – Katastrophe beim Take Off (Final Descent, Fernsehfilm)
- 2002: Dracula (Fernsehfilm)